# 配管工

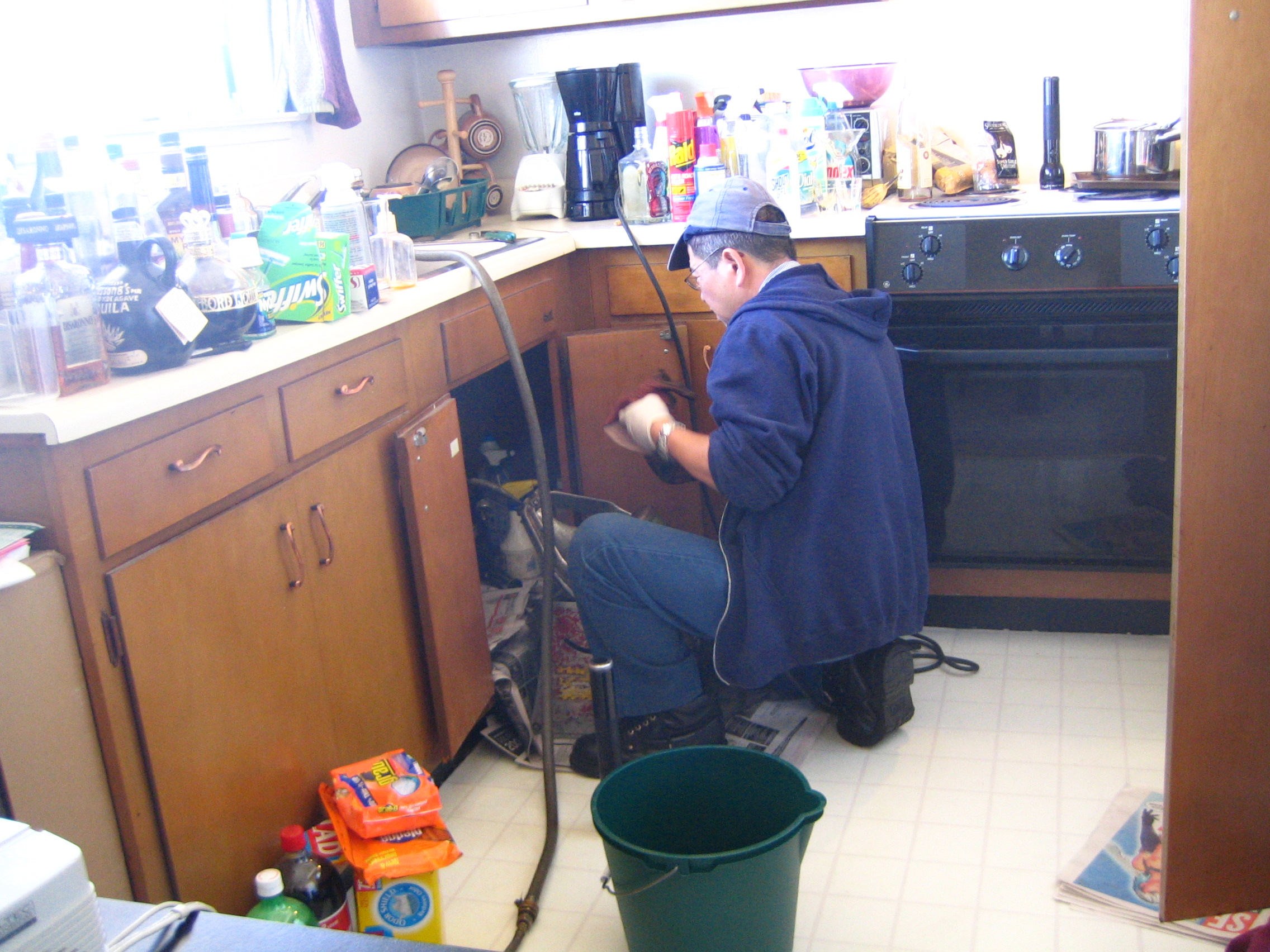
仕事中の住宅用配管工。

配管工（はいかんこう、英語:Plumber）は、建築業における職種（工種）の一つで、水道管やガス管などの管（鋼管や塩ビ管など）を取り付ける工種のこと。主に給排水設備、ガス設備、空調設備の建築設備分野で必要となる。

## 概要
流体（水、油）や蒸気などを所定の場所に送るための管を加工し、継手や付属品などを取り付ける作業を行う。主には給水や排水などの配管を専門に行う「衛星配管工」と、冷暖房などの配管を行う「空調配管工」に分けられる。衛星配管工はポンプや給湯器、バスやシャワーなどの衛生器具などの取付に加え、スプリンクラーなどの消火設備の取付配管作業も行う。空調配管工はボイラー・冷凍機・空調機などの機械の据付のほか、送風機・空気清浄機などの据付・保守も行う。
英語名はラテン語の鉛（plumbum）に由来し、かつて古代ローマで水道管に鉛が使われていたことにちなむ。

## 技能者の態様
配管工は管工事業として自営している人と、企業に勤務している人に分けられ、管理的立場の者は資材や作業員の手配も重要な仕事となる。
働く場所は常に一定ではなく、建築物が完成すると次の場所で工事を手掛けることになり、日々の作業も建物の中を移動しながら作業を行う。2010年時点では就業者のほとんどが男性で、40歳以上の中高年齢の者が多い。
賃金の受け取りは日給を1ヶ月でまとめた日給月給制が多い。また、労働時間は他の建設業と比べ差は少ない。戸外での作業で天候による遅延が生じた場合は超過勤務や休日勤務が行われることはある。機械化の進展で天候に左右されることが少なくなり、また新工法の開発で効率が向上し、配管工の身体への負担の軽減が進んでいる。
関連する資格として、配管技能士や給水装置工事主任技術者がある。また、配管工事の施工現場では管工事施工管理技士の配置が義務付けられている。
アメリカでは水回りトラブルが多いため、高収入の職とされる。また身近な存在であることからTOEICではPlumberという単語が頻出することが知られている。